# Fréderic Melki
Fréderic Melki (1960) es un farmacéutico, y botánico francés, y profesor en el "Laboratorio de Biogeografía y Ecología de Vertebrados, de la École Pratique des Hautes Études, de Montpellier.

## Algunas publicaciones

### Libros
- frédéric Melki. 2008. France-Bolivie : Projet BIODESA : conservation et valorisation de la biodiversité végétale du département de Cochabamba. Editor Biotope, 12 pp.
- rémi Duguet, frédéric Melki (dir.) 2003. Les Amphibiens de France, Belgique et Luxembourg, coll. « Parthénope ». Ed. Biotope, Mèze 480 p. ISBN 2-9510379-9-6
- frédéric Melki. 2002. Guide sur la prise en compte des milieux naturels dans les études d'impact: document. Editor DIREN Midi-Pyrénées, 75 pp.

## Honores
- 2010: Premio Empresario del Año, región Mediterráneo, categoría "negocio verde", por «el carácter excepcional de su curso y el rendimiento de su negocio »[1]

## Eponimia
Especies
- (Orchidaceae) Ophrys × melkii Soca[2]